# Keure van Kortenberg

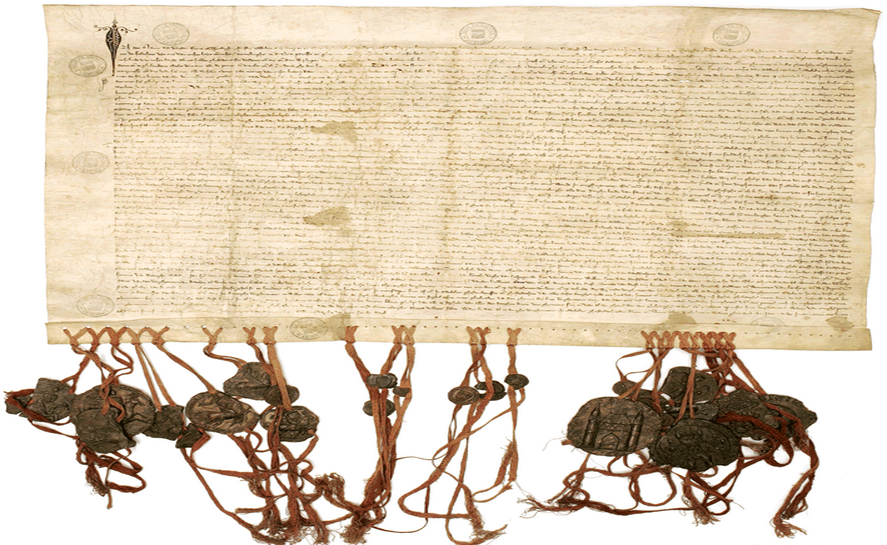
Charter van Kortenberg (1312). Oorkonde uit het Leuvense stadsarchief met nog een aantal zegels.

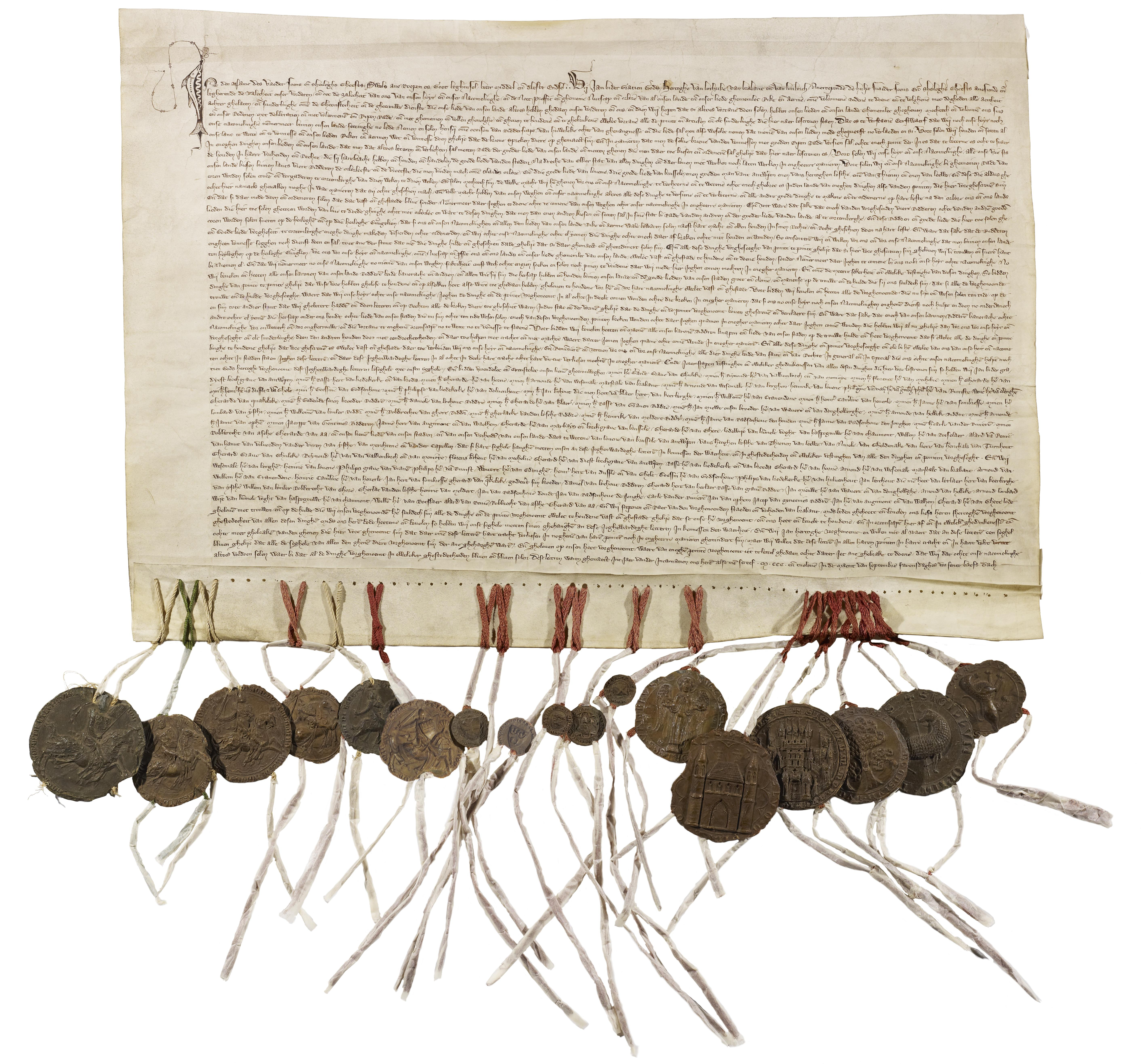
Het tweede nog bestaande exemplaar van het Charter van Kortenberg in het FelixArchief te Antwerpen.

Het Charter of de Keure van Kortenberg was een oorkonde die op 27 september 1312 in de abdij van Kortenberg werd uitgevaardigd door hertog Jan II van Brabant. Het Brabants constitutionalisme werd versterkt door bestaande rechten te consolideren en een verre voorloper van de rechtsstaat in te voeren. De belangrijke steden en de adel kregen inspraak door de oprichting van de Raad van Kortenberg, maar dit als permanent opgevatte orgaan functioneerde in realiteit slechts sporadisch. Hoewel het Charter van Kortenberg vaak wordt beschouwd als een ijkpunt voor de grondrechten en de democratie, gaat dit misschien te ver en dient het vooral te worden gezien als een verankering van de bestaande praktijk die medezeggenschap gaf aan de Brabantse bovenlaag.

## Ontstaan
De traditie van hertogelijke charters in Brabant was verbonden met het veilig stellen van de opvolging en ging terug tot 1248. In dat jaar had Hendrik II een charter uitgevaardigd waarmee hij fiscale en gerechtelijke vrijheden die sommige steden al genoten, uitbreidde tot het hele land. Zijn zoon Hendrik III hernieuwde dit in 1261. Bij die gelegenheid sloten de steden een pact om toe te zien op de naleving ervan.
In 1312 zag de zieke hertog Jan zijn dood naderen. Door de benarde politieke en financiële situatie was de opvolging door zijn twaalfjarige zoon geen evidentie. In deze omstandigheden besloot de hertog om net als zijn voorgangers het pad te effenen door toezeggingen te doen. Hij riep daarvoor de belangrijkste edelen en vertegenwoordigers van de steden samen in de abdij van Kortenberg. Over het initiatief en het onderhandelingsproces is verder niets bekend.

## Inhoud
De vergadering kwam tot overeenstemming over een tekst van elf artikelen. Voor een groot deel werden de eerder toegestane vrijheden bevestigd en uitgebreid. De grote vernieuwing lag vooral in de Raad die werd opgericht om toe te zien op de naleving.
Doorheen het charter werd steeds herhaald dat ook de erfgenamen (hoyr) en nakomelingen van de hertog erdoor gehouden waren. Het gold op het hele grondgebied van het hertogdom, maar was feitelijk gericht tot de wereldlijke standen. De geestelijkheid genoot fiscale en juridische immuniteit en kreeg eigen toezeggingen in een priviligiebrief van 3 oktober 1312.

### Fiscaal privilege
De hertogen mochten nooit nog directe belastingen heffen (settinghe, no bede nemen), tenzij in drie klassieke, feodale gevallen: ridderschap (van een zoon), huwelijk (van een dochter) en gevangenneming (van de hertog zelf). Het vierde klassieke geval, kruistocht, was niet opgenomen. Dit was een bevestiging van hetgeen Hendrik I in 1261 had toegezegd. Nieuw was dat de beden zelfs in de toegelaten gevallen geen onderdanen mochten "kwetsen". De belastingen moesten met andere woorden redelijk en billijk zijn.

### Rechtszekerheid
Een belangrijk artikel was gewijd aan wat nu de rechtsstaat zou worden genoemd, of minstens rechtszekerheid: de manier waarop de hertogen onsen lieden, riken en armen, wet en vonnesse doen. Geen willekeur, maar bestuur volgens bestaande of in te voeren wetten en bestraffing bij vonnis. Opnieuw was dit een bevestiging van verbintenissen die door eerdere hertogen waren aangegaan, maar deze keer werd een mechanisme voorzien waardoor de onderdanen zouden delen in het toezicht op de naleving. Bedoeld werd de Raad van Kortenberg, wat verder ging dan de eerdere praktijk waarbij het toezicht werd uitgeoefend door de parlementen van Kortenberg.

### Stedelijk privilege
De hertogen dienden ook de rechten en vrijheden van de steden te eerbiedigen en ze niet te verplichten om buiten het eigen recht om te handelen. Deze erkenning van de juridische uitzonderingspositie van de belangrijkste steden kwam in nagenoeg elke hertogelijke oorkonde voor. Het vormt niettemin een aanwijzing dat het initiatief voor het charter wellicht uit stedelijke kringen kwam.

### Inspraakprivilege
De grootste vernieuwing was de oprichting van een vertegenwoordigend orgaan dat toezicht moest houden op het bestuur en de rechtspraak en dat ook verbeteringen mocht aanbrengen in het hertogelijk en algemeen belang (den orbore ons ende ons lands). De hertog beloofde zich bij deze maatregelen neer te leggen en stond dus feitelijk een beslissingsrecht toe aan de Raad.
Het orgaan kreeg geen directe naam, maar staat bekend als de Raad van Kortenberg. Hij bestond uit vier ridders (de orborlecste en de vroedste die men vinden mach) en tien stedelijke afgevaardigden, verdeeld als volgt:
- drie uit Leuven;
- drie uit Brussel;
- een uit Antwerpen;
- een uit 's-Hertogenbosch;
- een uit Tienen;
- een uit Zoutleeuw.

Bij de confirmatie in 1332 werd er nog een tweede vertegenwoordiger uit Antwerpen en een uit Nijvel toegevoegd, zodat de Raad op zestien leden kwam. De twee Antwerpse vertegenwoordigers werden in 1372 vervangen door afgevaardigden uit Lier en Herentals, omdat de Scheldestad in die periode onder Vlaams bewind stond en niet meer happig was om in de Kortenbergse raad te zetelen. De clerus was niet vertegenwoordigd in de Raad.
Deze Heeren van Cortenbergh werden door de hertog gekozen bi ghemeinen rade van onsen lande (lees: in overleg met de edelen en steden verzameld in een raad van het land). Verder was geen procedure voorzien en zal geen afbreuk zijn gedaan aan de praktijken die in elke stad bestonden. De stedelijke en adellijke elites bleven dus compleet in controle, terwijl middengroepen en lagere klassen verstoken bleven van inbreng. De leden van de Raad moesten zweren dat ze de hertogen en alle onderdanen (allen den lieden van onsen lande, rike ende aerme) naar best vermogen zouden "bewaren" en recht doen. Er was voorzien dat ze driewekelijks zouden vergaderen te Kortenberg, maar die frequentie werd niet gehaald. Bij overlijden of onbekwaamheid van een lid zou een vervanger worden aangeduid door tussenkomst van de Raad zelf.
De Raad is niet te verwarren met de latere Raad van Brabant, een rechtscollege dat zich onder Filips de Goede verzelfstandigde uit de hertogelijke raadkamer (camera).

### Weerstandsrecht
De handhaving van het Charter werd mee gewaarborgd door een jus resistendi. Als de beslissingen van de Raad niet werden nageleefd, zou geen recht worden gesproken of dienstgedaan tot er gevolg aan werd gegeven.

## Betekenis en invloed

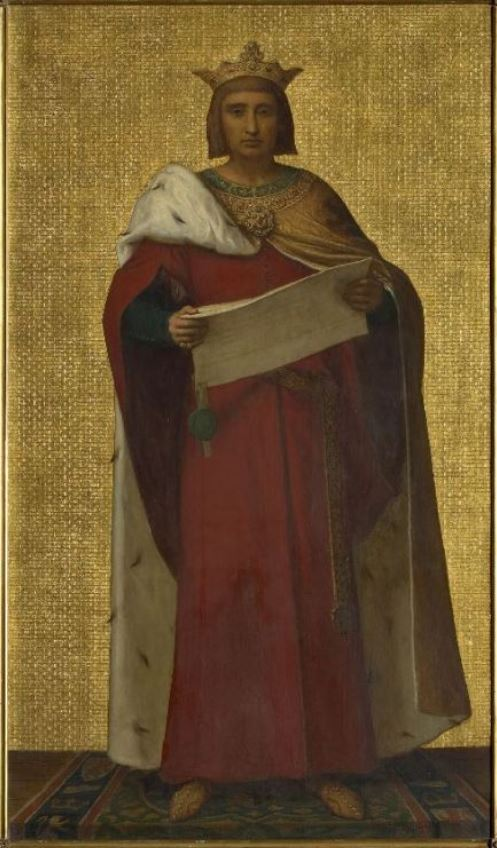
Centraal in het 19e-eeuws pantheon in de Belgische Senaat staat Jan II van Brabant met in zijn handen de Keure van Kortenberg.

De Cartthe van Corthenberghe volgde bijna een eeuw na de Engelse Magna Carta. Enerzijds had ze een ruimere draagwijdte doordat niet alleen edelen bescherming genoten, maar ook en vooral de stedelijke elites en in beperkte opzichten zelfs iedereen (riken ende aermen). Anderzijds gaf het Charter geen aanleiding tot een parlementaire praktijk zoals die in Engeland ontstond. Tegenover de Castiliaanse koninkrijken, waar in de 12e eeuw participatieve structuren waren ontstaan, was er in de 14e eeuw sprake van een divergentie doordat de inspraakmechanismen in Spanje teloorgingen terwijl ze in Brabant een constitutionele status kregen.
In het prinsbisdom Luik vonden ondertussen gelijkaardige ontwikkelingen plaats. Vier jaar na de ondertekening van het Kortenbergse charter werd de Vrede van Fexhe er afgesloten. Dit was eveneens een grondwettelijk document, dat op sommige punten beïnvloed is door zijn Brabantse equivalent (zoals het Tribunal des XXII).
Na de dood van Jan II zou het Charter van Kortenberg bevestigd en aangevuld worden in twee oorkonden van 12 juli 1314, die Waalse charters werden genoemd. Ze kwamen er omdat de adellijke voogdij over Jan III niet bleek te volstaan om de hertogelijke financiën onder controle te krijgen. Buitenlandse schuldeisers gingen zelfs zo ver om Brabantse handelaars aan te houden. De steden dwongen dan maar zelf de voogdij af en oefenden deze van 1314 tot 1320 ook effectief uit. Zelfs het muntbeleid namen ze over. Door de betrokkenheid van Jans schoonvader Lodewijk van Évreux waren deze charters in het Frans gesteld. Een ervan werd al snel in het Nederlands vertaald en wordt daardoor aangeduid met de enigszins verwarrende benaming Vlaams Charter. Het andere is in de moderne historiografie "het" Waals Charter.
Samen zouden deze documenten uit 1312-1314 de grondwet vormen voor het hertogdom in de 14e eeuw. De Raad was in de eerste plaats een rechtscollege, maar oefende ook bestuursfuncties uit via ordonnanties. Driewekelijks vonden de rechtszittingen of genechten plaats. De effectieve installatie bleef lange tijd uit maar kwam er uiteindelijk twintig jaar na de bezegeling onder druk van buitenlandse dreiging. De Raad functioneerde anders dan eerst beschreven: de controle op het bestuur van het hertogdom gebeurde via gemeentelijke onderzoekscommissies (besoecken). Na een achttal jaar werking van ongeveer 1332 tot 1340 ging de Raad weer op non-actief, om in de periode 1350-1356 de werkzaamheden te hervatten. Na een nieuwe luwte brak een finale periode aan in 1372-1378. Belangrijke activiteiten vonden plaats in 1333, 1334, 1354, 1363, 1372 en 1381. De onregelmatigheid valt te verklaren door hertogelijke tegenkanting en dreigementen, maar ook doordat inspraak werd afgedwongen via de standenvertegenwoordiging van Brabant, die intensief vergaderde.
De enige beslissing van de Raad die nog fysiek bewaard is, toont direct de autonomie aan waarmee hij optrad: een afzetting van twee hertogelijke meiers. Dankzij dit document van 12 november 1340 is ook het eigen zegel van de Raad van Kortenberg gekend.
De Blijde Inkomst van 3 januari 1356 moest de bestaande rechten consolideren en verder uitbouwen, maar bleef uiteindelijk dode letter. Dit kwam door de Vlaamse bezetting en de daarop volgende intrekking te Maastricht (februari 1357). De voorheen verleende charters en keuren werden daarentegen bevestigd.

## Conservatie
Van sommige steden is een origineel exemplaar van het charter bewaard, van andere een vidimus. De enorme perkamenten werden niet ondertekend, maar naar het gebruik van die tijd hechtten de partijen er hun zegel aan.
In 1332 en 1372 werden confirmaties van het charter gemaakt, die op sommige detailpunten verschilden. Enkel de Leuvense en Antwerpse originelen zijn nog bewaard. Uit Zoutleeuw en Tienen zijn kopieën bewaard van enkele decennia na de ondertekening. De Brusselse versie is verloren gegaan bij de Franse bombardementen van 1695.

## Tentoonstelling
In 2012 werd de ondertekening van de keure herdacht met een expositie te Kortenberg: Expo 1312 – 700 jaar Charter van Kortenberg.

## Voetnoten
1. ↑  Jelle Haemers en Bram Vannieuwenhuyze, "Het Charter van Kortenberg en de constitutionele geschiedenis van Brabant", in: Eigen schoon en De Brabander, 2013, nr. 1, p. 18, 22
2. ↑  De locatie is niet in het charter zelf vermeld, maar wordt afgeleid uit het feit dat men in 1332 sprak over het chaertere [...] dien men heet van Cortenberghe. Zie: Jelle Haemers en Bram Vannieuwenhuyze, "Het Charter van Kortenberg en de constitutionele geschiedenis van Brabant", in: Eigen schoon en De Brabander, 2013, nr. 1, p. 3
3. ↑  Vertaling: "de meest bekwame en wijze die men kan vinden".
4. ↑  Wim Blockmans, Medezeggenschap. Politieke participatie in Europa vóór 1800, 2020, p. 110
5. ↑  Wim Blockmans, Medezeggenschap. Politieke participatie in Europa vóór 1800, 2020, p. 184
6. ↑  Het toont een berg bekroond met een enkele boom. Rechts van de berg is de gekartelde écu van Brabant-Limburg afgebeeld met de vier leeuwen; links een écu met twee gekruiste handen. Het Latijnse opschrift luidt: SIGILLUM : COMMVNE : CONSILII DE CORTENBERGHE ("Gewoon zegel Raad van Kortenberg").
7. ↑  700 jaar vrijheidscharter van Kortenberg, deredactie.be, 25 september 2012 (bezocht op 21 augustus 2014)